# خوان بوتاسو
خوان بوتاسو (انگلیسی: Juan Botasso؛ ۲۳ اکتبر ۱۹۰۸ – ۵ اکتبر ۱۹۵۰) یک بازیکن فوتبال اهل آرژانتین بود.
وی همچنین در تیم ملی فوتبال آرژانتین بازی کرده‌است.